# Liste der Nummer-eins-Hits in Kanada (1975)
Diese Liste enthält alle Nummer-eins-Hits in Kanada im Jahr 1975. Es gab in diesem Jahr 32 Nummer-eins-Singles.
| Singles | Alben |
| --- | ----- |
| - Carl Douglas – Kung Fu Fighting - 3 Wochen (21. Dezember 1974 – 10. Januar 1975) - Elton John – Lucy in the Sky with Diamonds - 4 Wochen (11. Januar – 7. Februar) - The Carpenters – How Sweet It Is (To Be Loved by You) - 1 Woche (8. Februar – 14. Februar) - Carol Douglas – Doctor's Orders - 1 Woche (15. Februar – 21. Februar) - Barry Manilow – Mandy - 1 Woche (22. Februar – 28. Februar) - Eagles – Best of My Love - 1 Woche (1. März – 7. März) - Olivia Newton-John – Have You Never Been Mellow - 3 Wochen (8. März – 28. März) - Labelle – Lady Marmalade - 1 Woche (29. März – 4. April) - Ringo Starr – No No Song - 2 Wochen (5. April – 18. April) - Elton John – Philadelphia Freedom - 2 Wochen (19. April – 2. Mai) - Paul Anka – I Don't Like to Sleep Alone - 1 Woche (3. Mai – 9. Mai) - Barry Manilow – It's a Miracle - 2 Wochen (10. Mai – 23. Mai) - John Denver – Thank God I'm a Country Boy - 2 Wochen (24. Mai – 6. Juni) - Bachman-Turner Overdrive – Hey You - 2 Wochen (7. Juni – 20. Juni) - Captain & Tennille – Love Will Keep Us Together - 1 Woche (21. Juni – 27. Juni) - Michael Martin Murphey – Wildfire - 1 Woche (28. Juni – 4. Juli) - Alice Cooper – Only Women Bleed - 1 Woche (5. Juli – 11. Juli) - Olivia Newton-John – Please Mr. Please - 1 Woche (12. Juli – 18. Juli) - Pilot – Magic - 1 Woche (19. Juli – 25. Juli) - Van McCoy – The Hustle - 2 Wochen (26. Juli – 8. August) - Pilot – Magic - 1 Woche (9. August – 15. August) - Bee Gees – Jive Talkin - 1 Woche (16. August – 22. August) - 10cc – I’m Not in Love - 2 Wochen (23. August – 5. September) - James Taylor – How Sweet It Is (To Be Loved by You) - 1 Woche (6. September – 12. September) - Paul Anka – I Believe There's Nothing Stronger - 1 Woche (13. September – 19. September) - Glen Campbell – Rhinestone Cowboy - 1 Woche (20. September – 26. September) - KC and the Sunshine Band – Get Down Tonight - 1 Woche (27. September – 3. Oktober) - The Sweet – Ballroom Blitz - 1 Woche (4. Oktober – 10. Oktober) - Amazing Rhythm Aces – Third Rate Romance - 1 Woche (11. Oktober – 17. Oktober) - John Denver – I'm Sorry - 1 Woche (18. Oktober – 24. Oktober) - Johnny Wakelin – Black Superman - 1 Woche (25. Oktober – 31. Oktober) - Keine Hitparade vom 1. November bis zum 12. Dezember - KC and the Sunshine Band – That’s the Way (I Like It) - 4 Wochen (13. Dezember 1975 – 9. Januar 1976) |       |